# Матчевая ловля

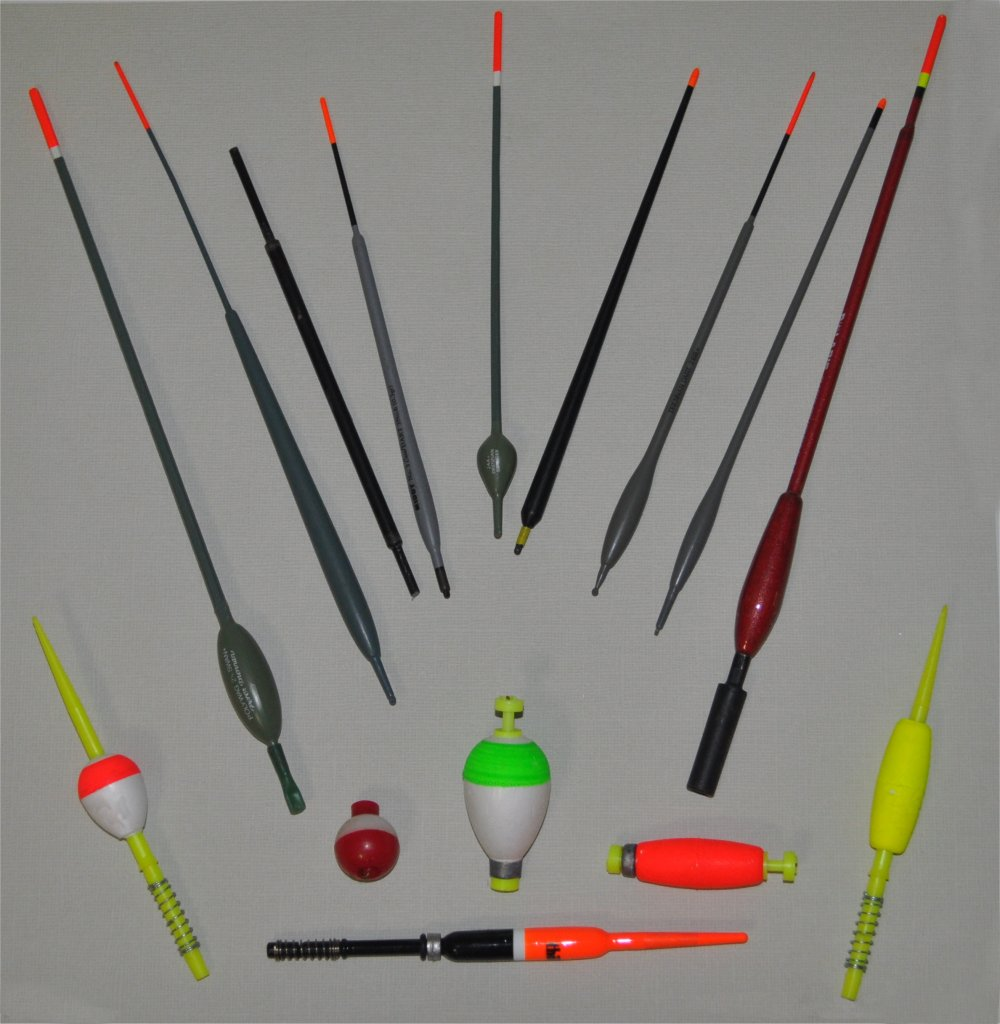
Поплавки для матчевой ловли (верхний ряд).

Матчевая ловля — это тип поплавочной ловли придуманный в Англии, также называемый «дальний заброс».

## Особенности матчевой ловли
Освоение техники требует определённого времени, но затраты себя оправдывают, ведь матчевая ловля — это ловля рыбы достаточно крупной, той, которая к берегу близко не подходит. Одной из основных особенностей данного типа ловли является использование поплавка особого типа — «ваглер». Данный поплавок имеет лишь одну точку крепления и смещенный к ней центр тяжести. Данная специфическая часть матчевой снасти позволяет делать забросы на расстояние до 60-70 метров. Немаловажным является также и то что при матчевой ловле используется специальное трех-секционное удилище с кольцами, специальная катушка и специальная тонущая леска, которая после заброса, как правило, находится в погруженном положении. Всё остальное — грузила, поводки, крючки — те же, что и в остальных способах поплавочной ловли.
С матчевой снастью можно чувствовать себя уверенно на большинстве водоёмов и на стационарной, и на ходовой рыбалке. Но для начинающих рыболовов этот вид поплавочной ловли при первом знакомстве может показаться слишком сложным, доступным только профессионалам.

## Матчевые снасти
Как и говорилось выше матчевая снасть состоит из специального удилища, поплавка типа «ваглер», специальной тонущей лески, безынерционной катушки со шпулей специальной формы, грузила, поводка, и крючка.

### Матчевое удилище
Матчевое удилище — это удилище со штекерным соединением длиной от 3,6 до 4,8 метра, предназначенное для матчевой ловли. Современное матчевое удилище обычно состоит из трёх, реже четырёх колен и имеет 12 — 16 мелких пропускных колец на высокой ножке. Такая конструкция обеспечивает оптимальный строй и прочность удилища при минимальном его весе. Обозначение длины матчевых удилищ обычно указывается в футах.
Матчевые удилище делятся на три класса
- Классическое матчевое удилище;
- Карповое матчевое удилище;
- Матчевое удилище для ловли на дистанции более 50 метров.

Классические матчевые удилище обладают длиной от 3,90 метров до 4,20 метров. Средний «тест» (кастинг) таких удилищ составляет 10 — 20 грамм и рассчитаны они для ловли на расстоянии до 30 метров от берега. Строй данного типа удилищ варьируется от медленного до средне-быстрого.
Карповое матчевое удилище обычно имеет такую же длину как и классическое удилище (3,90 — 4,20 метров), однако его масса больше в среднем на 20 %, поскольку данный тип удилищ более требователен к мощности. Строй данного удилища колеблется от медленного до быстрого. Мощность данного типа удилищ всё же меньше чем на специализированных «карповых удилищах», однако благодаря строю бланка удилища и количеству колец, оно способно «бороться» практически с любым карпом.
Матчевое удилище для ловли на дистанции более 50 метров являются наиболее мощными матчевыми удилищами. Их длина составляет от 4,50 метров до 4,80 метра. Строй данных удилищ варьируется от средне-быстрого до быстрого.

### Матчевая катушка
Матчевая катушка — это быстрая катушка с мелкой шпулей, так как для дальнего заброса очень важно, чтобы шпуля на катушке была максимально заполнена леской.
Основными требованиями к матчевой катушке являются наличие надёжного и тонко настраиваемого фрикционного тормоза, а также качество укладки лески катушкой, так как матчевая ловля подразумевает использование достаточно тонких лесок.
Также отличительной чертой данного типа безынерционных катушек является высокое передаточное число — обычно от 5.7:1.
Практически все производители отмечают принадлежность своих катушек к матчевым помещая в название слово «Match».

### Матчевая леска
Прежде всего, требования, которым должна отвечать леска в оснастке матчевого удилища — это мягкость, прочность, малая растяжимость, износостойкость и минимальная память. Желательно леска тёмного цвета, чтобы были хорошо видны метки маркера. А также леска для матча должна быть тонущей — на дальних дистанциях плавающая по поверхности леска даже при лёгком ветерке будет уносить оснастку с прикормленного места.

### Матчевый поплавок
Наиболее функциональные матчевые поплавки отличаются наличием встроенной огрузки. Встроенные огрузки бывают двух типов — постоянные и изменяемые. В свою очередь, изменяемые огрузки бывают также двух видов: шайбы с винтовым креплением, позволяющим уменьшать или увеличивать их число, и контейнеры с резьбовой заглушкой, дающей возможность изменять вес его наполнения. Все матчевые поплавки имеют длинную антенну увеличенного, по сравнению с поплавками для других способов ловли, диаметром, что позволяет использовать их на максимальной дистанции. Для улучшения видимости поплавков дополнительно применяют насадки-трубочки.
Правильный матчевый поплавок имеет хорошую аэродинамическую форму, которая в сочетании со встроенным грузом, расположенным у точки крепления лески, позволяет поплавку преодолевать при забросе максимальную дистанцию. Смещённый центр тяжести чётко ориентирует его в полёте, подобно стреле.
Остальные элементы оснастки являются аналогичными тем, что применяются в обычной «поплавочной ловле».